# Copa Sporting
La Copa Sporting fue una competición oficial de copa doméstica de fútbol amateur que se disputaba anualmente entre clubes de Valparaíso.
Fue organizada por la Football Association of Chile, con sede en Valparaíso, antecesora de la actual Federación de Fútbol de Chile. Se disputó entre fines del siglo XIX e inicios del siglo XX.

## Historia
El primer registro de haberse disputado data de 1906, mediante rounds. El campeón de la primera categoría de ese año fue Badminton: en el primer round venció a La Cruz por 12-1; en el segundo round venció a Universo por 6-1; en el tercer round venció a Menzies por 8-1; y en el cuarto round venció a Santiago Wanderers por 12-1. Por otro lado, una fuente registra que en esa edición fue constituida una Segunda División, integrada por Escuela de Ingenieros, Escuela Naval, La Cruz, Menzies II, Quilpué y Universo; y una Tercera División, integrada por Albión, Gold Cross, Royal Crown, Santiago Wanderers, Thunder y Valparaíso Rangers.
En 1907, el campeón fue Santiago Wanderers, mientras que en 1908, Badminton se adjudicó el título por segunda ocasión.
En 1909 fue el turno de La Cruz de ganar la Copa Sporting, habiendo superado a Badminton, su más cercano competidor. No obstante, al año siguiente, este último equipo ganó el título por tercera vez.
En la temporada 1911, además de haber ganado la League, Valparaíso ganó la Copa Sporting con el siguiente equipo: Gibson; Beauer, Forgie; Milgate, Hallam, Dean; Johnstone, Kennedy, Hoy, Hamilton y Paolinelli.
En 1912, Badminton volvió a ganar la copa, luego de derrotar en el primer round a Gold Cross por 3-1, en el segundo round a La Cruz por 2-1, y en el final a Pennsylvania por 4-0.
El 29 de agosto de 1915, en la final del torneo y por primera vez en la historia, se enfrentaron Santiago Wanderers —el tercer equipo— y Everton, partido que terminó con victoria del conjunto decano por 3-0. Este fue el antecedente del denominado Clásico Porteño.
En la temporada 1923, La Cruz venció en la final a Deportivo Español por un marcador de 4-3.
En 1924, Arturo Prat se tituló campeón ante La Cruz con el siguiente equipo: Eliseo Mendieta, Óscar Muño, Óscar Jorquera, Erasmo Vásquez (capitán), José Venegas, Alberto González, Juan González, Ismael Ortiz, Juan Frez y Eduardo Reyes.

## Historial

### Finales
| Año  |                         | Campeón                      | Subcampeón |
| 1906 | Badminton               | Santiago Wanderers           |            |
| 1907 | Santiago Wanderers      | Badminton                    |            |
| 1908 | Badminton               | Valparaíso                   |            |
| 1909 | La Cruz                 | Badminton                    |            |
| 1910 | Badminton               | Valparaíso                   |            |
| 1911 | Valparaíso              |                              |            |
| 1912 | Badminton               | Pennsylvania                 |            |
| 1913 | Santiago Wanderers      | La Cruz                      |            |
| 1914 | La Cruz                 |                              |            |
| 1915 | Santiago Wanderers      | Everton                      |            |
| 1916 | Santiago Wanderers      |                              |            |
| 1917 | La Cruz                 | América                      |            |
| 1918 |                         |                              |            |
| 1919 |                         |                              |            |
| 1920 |                         |                              |            |
| 1921 |                         |                              |            |
| 1922 | La Cruz                 | América                      |            |
| 1923 | La Cruz                 | Deportivo Español            |            |
| 1924 | Arturo Prat             | La Cruz                      |            |
| 1925 | Deportivo Español       | Santiago Wanderers           |            |
| 1926 |                         |                              |            |
| 1927 | Valparaíso Ferroviarios | Unión Española de Valparaíso |            |
| 1928 | La Cruz                 | Unión Española de Valparaíso |            |
| 1929 |                         |                              |            |
| 1930 | Deportivo Naval         | Deportes Quilpué             |            |

### Títulos por equipo
| Club                    | Campeón | Subcampeón | Temporadas Campeón                 | Temporadas Subcampeón |
| ----------------------- | ------- | ---------- | ---------------------------------- | --------------------- |
| La Cruz                 | 6       | 2          | 1909, 1914, 1917, 1922, 1923, 1925 | 1913, 1924            |
| Santiago Wanderers      | 4       | 2          | 1907, 1913, 1915, 1916             | 1906, 1925            |
| Badminton               | 4       | 2          | 1906, 1908, 1910, 1912             | 1907, 1909            |
| Unión Española          | 1       | 3          | 1925                               | 1923, 1927, 1928      |
| Valparaíso              | 1       | 0          | 1911                               | 1908                  |
| Arturo Prat             | 1       | 0          | 1924                               |                       |
| Valparaíso Ferroviarios | 1       | 0          | 1927                               |                       |
| Deportivo Naval         | 1       | 0          | 1930                               |                       |
| América                 | 0       | 2          |                                    | 1917, 1922            |
| Pennsylvania            | 0       | 1          |                                    | 1912                  |
| Everton                 | 0       | 1          |                                    | 1915                  |
| Deportes Quilpué        | 0       | 1          |                                    | 1930                  |

## Resumen de resultados

### Copa Sporting 1907

#### Clasificación
| Pos.                                      | Equipo             | PJ | PG | PE | PP | GF | GC | Dif. | Pts. |
| ----------------------------------------- | ------------------ | -- | -- | -- | -- | -- | -- | ---- | ---- |
| 1.                                        | Santiago Wanderers | -  | -  | -  | -  | -  | -  | -    | 8    |
| 1.                                        | Badminton          | -  | -  | -  | -  | -  | -  | -    | 8    |
| 2.                                        | Escuela Naval      | -  | -  | -  | -  | -  | -  | -    | 5    |
| 3.                                        | Old Valparaíso     | -  | -  | -  | -  | -  | -  | -    | 4    |
| 4.                                        | Viña del Mar       | -  | -  | -  | -  | -  | -  | -    | 4    |
| 5.                                        | La Cruz            | -  | -  | -  | -  | -  | -  | -    | 3    |
| 6.                                        | Universo           | -  | -  | -  | -  | -  | -  | -    | 2    |
| Última actualización: 15 de enero de 2015 |                    |    |    |    |    |    |    |      |      |

|  |                                                  |
|  | Clasificado a la definición final por el título. |

#### Definición final por el título
Debido al empate en la primera posición, debió jugarse un partido de definición final entre Santiago Wanderers y Badminton.
| Copa Sporting 1907 Definición final por el título; 1907 | Badminton | 1:2 | Santiago Wanderers |  |  |
|                                                         | Anotado   |     | Anotado · Anotado  |  |  |
| Santiago Wanderers campeón de la Copa Sporting 1907     |           |     |                    |  |  |